# نظام الحزب الواحد
| أنظمة الحكم الجمهورية: |
| جمهوريات رئاسية برئاسة تنفيذية منفصلة عن الهيئة التشريعية جمهوريات شبه رئاسية برئاسة تنفيذية ورئيس منفصل للحكومة يقود بقية السلطة التنفيذية، والذي يُعينه الرئيس ويكون مسؤولاً أمام الهيئة التشريعية جمهوريات برلمانية ذات رئيس شرفي وغير تنفيذي، وفيها يقود رئيس الحكومة السلطة التنفيذية ويعتمد على ثقة المجلس التشريعي جمهوريات يُنتخب أو يُسمى فيها رئيس للدولة وللحكومة من قبل الهيئة التشريعية وقد يخضع أو لا يخضع لثقة البرلمان جمهورية مستقلة عن المجلس، وفيها يكون فيها الرئيس أو حكومة المديرين على رأس الحكومة وتنتخبه الهيئة التشريعية، ولكنه مستقل عنها وغير مسؤول أمامها جمهورية ثِيُقراطية، وفيها يتمتع المرشد الأعلى بسلطة تنفيذية وتشريعية كبيرة |

| أنظمة الحكم الملكية: |
| ملكيات دستورية، مع عاهل شرفي وغير تنفيذي، وفيها يقود رئيس منفصل للحكومة السلطة التنفيذية ملكيات شبه دستورية، مع عاهل يتمتع بسلطة تنفيذية أو تشريعية كبيرة ملكيات مطلقة، وفيها تكون السلطة بيد العاهل |

| دول الحزب الواحد (جمهوريات من حيث المبدأ) دول ذات نظام المجلس العسكري: لجنة من القادة العسكريين تسيطر على الحكومة، دول عُلقت فيها الأحكام الدستورية الخاصة بالحكومة دول ذات حكومة مؤقتة: لا يوجد أي أساس دستوري محدد لأنظمتها الحالية الأقاليم التابعة أو الأماكن التي لا توجد بها حكومات |

نظام الحزب الواحد هو نظام سياسي يكون فيه حزب واحد هو الذي يُسير الدولة. وتكون جميع الأحزاب الأخرى إما محظورة أو يُسمح لها بمشاركة محدودة ومقيدة في الانتخابات. في بعض الأحيان يكون المصطلح بحكم الواقع حيث يسمح (اسمياً على الأقل) بانتخابات ديمقراطية متعددة الأحزاب، لكن تمنع المعارضة من الفوز بها.

## دول الحزب الواحد
| دولة                                    | رئيس الحزب                      | الحزب                               | أيديولوجيا                                | الجبهة الشعبية                        | رأس الجبهة الشعبية                                                      | تاريخ التأسيس  | مدة                |
| --------------------------------------- | ------------------------------- | ----------------------------------- | ----------------------------------------- | ------------------------------------- | ----------------------------------------------------------------------- | -------------- | ------------------ |
| الصين                                   | شي جين بينغ، الأمين العام       | الحزب الشيوعي الصيني                | الاشتراكية ذات الخصائص الصينية            | الجبهة الموحدة (الصين)                | وانغ يانغ، رئيس المؤتمر الاستشارى السياسى الوطنى أنت تشيوان، رئيس القسم | 1 أكتوبر 1949  | 75 سنوات و306 أيام |
| كوبا                                    | راؤول كاسترو، سكرتير أول        | الحزب الشيوعي الكوبي                | الماركسية اللينينية، الكاستروية           |                                       |                                                                         | 1 يناير 1959   | 66 سنوات و214 أيام |
| إريتريا                                 | أسياس أفورقي، رئيس              | الجبهة الشعبية للديمقراطية والعدالة | القومية الإريترية، الاشتراكية             |                                       |                                                                         | 24 مايو 1993   | 32 سنوات و71 أيام  |
| لاوس                                    | بونغ نانغ فوراشيث، الأمين العام | حزب لاو الثوري الشعبي               | الماركسية اللينينية                       | جبهة لاو للبناء الوطني                | سيسومفوني فومفيهان، رئيس اللجنة الدائمة                                 | 2 ديسمبر 1975  | 49 سنوات و244 أيام |
| كوريا الشمالية                          | كيم جونغ أون، رئيس مجلس الإدارة | حزب العمال الكوري                   | جوتشي                                     | الجبهة الديمقراطية لإعادة توحيد كوريا | باك ميونغ تشول، رئيس                                                    | 10 أكتوبر 1945 | 79 سنوات و297 أيام |
| الجمهورية العربية الصحراوية الديمقراطية | إبراهيم غالي، الأمين العام      | جبهة البوليساريو                    | القومية الصحراوية، الديمقراطية الاجتماعية |                                       |                                                                         | 27 فبراير 1976 | 49 سنوات و157 أيام |
| فيتنام                                  | نجوين فو ترونج، الأمين العام    | الحزب الشيوعي الفيتنامي             | فكر هو شي منه                             | جبهة الوطن الفيتنامية                 | تران ثانه مين، رئيس مجلس الإدارة                                        | 30 أبريل 1975  | 50 سنوات و95 أيام  |

### دول الحزب الواحد السابقة
| الدولة                                               | الحزب                                                                        | الأيديولوجيا | تاريخ التأسيس                       | تاريخ الحل     | القارة           |
| ---------------------------------------------------- | ---------------------------------------------------------------------------- | --- | ----------------------------------- | -------------- | ---------------- |
| الإمبراطورية العثمانية                               | جمعية الاتحاد والترقي                                                        | ملكية ديستورية، العثمانية (حتى عام 1913)، قومية تركية (بعد 1913)، الطورانية (بعد 1913) | 1913                                | 1918           | آسيا/أوروبا      |
| دكتاتورية الإخوة تينوكو                              | حزب بيليكيستا                                                                | ليبرالية | 1917                                | 1919           | أمريكا الشمالية  |
| تركيا                                                | حزب الشعب الجمهوري                                                           | فكر كمالي | 1923                                | 1945           | آسيا/أوروبا      |
| الكاميرون                                            | الحركة الديمقراطية للشعب الكاميروني                                          | الخيمة الكبيرة، القومية، الفرانكوفيلية، الاستبداد | 1975                                | 1990           | أفريقيا          |
| تونس                                                 | الحزب الحر الدستوري الجديد                                                   | القومية التونسية، بورقيبية | 1963                                | 1964           | أفريقيا          |
| تونس                                                 | الحزب الاشتراكي الدستوري                                                     | القومية التونسية، العلمانية، السلطوية، البورقيبية | 1964                                | 1981           | أفريقيا          |
| تركمانستان                                           | الحزب الديمقراطي التركماني                                                   | القومية التركمانية، العلمانية، المحافظة الاجتماعية، الاستبداد، الخيمة الكبير | 1992                                | 2008           | آسيا             |
| جمهورية الصين                                        | الكومينتانغ                                                                  | ثلاثة مبادئ للشعب | 1 يوليو 1925                        | 15 يوليو 1987  | آسيا             |
| الجمهورية السورية                                    | حركة التحرر العربي                                                           | العروبة، التحديث، الموالة للغرب | 1953                                | 1954           | آسيا             |
| جمهورية أفغانستان                                    | الحزب الثوري الوطني الأفغاني                                                 | القومية البشتونية، الاستبداد، معاداة الشيوعية، الجمهوريانية، العلمانية | 14 فبراير 1977                      | 28 أبريل 1978  | آسيا             |
| الجزائر                                              | جبهة التحرير الوطني                                                          | الاشتراكية العربية، القومية الجزائرية، القومية العربية، معاداة الاستعمارية | 1962                                | 1989           | أفريقيا          |
| بنغلاديش                                             | رابطة بنغلاديش كريشاك سراميك عوامي ‏                                          | القومية البنغالية، الاشتراكية، الاشتراكية التحررية | 1974                                | 1975           | آسيا             |
| بورما                                                | حزب البرنامج الاشتراكي البورمي                                               | الطريقة البورمية للاشتراكية | 1962                                | 1988           | آسيا             |
| الرأس الأخضر                                         | الحزب الأفريقي لاستقلال غينيا والرأس الأخضر                                  | الشيوعية، الماركسية اللينينية | 1975                                | 1980           | أفريقيا          |
| الرأس الأخضر                                         | الحزب الأفريقي لاستقلال الرأس الأخضر                                         | الشيوعية، الماركسية اللينينية | 1980                                | 1990           | أفريقيا          |
| جمهورية أفريقيا الوسطى                               | حركة التطور الاجتماعي لأفريقيا السوداء                                       | القومية الأفريقية، معاداة الاستعمار، التقدمية | 1962                                | 1980           | أفريقيا          |
| جيبوتي                                               | التجمع الشعبي من أجل التقدم                                                  | طرف خارجي، الاشتراكية الليبرالية | 1977                                | 1992           | أفريقيا          |
| غينيا الإستوائية                                     | حزب العمال الوطني المتحد                                                     | القومية الأفريقية، الاشتراكية، الشخصانية، معاداة الاستعمارية، مناهضة العنصرية، الوحدة الأفريقية، معاداة الفكر، الشمولية                                                                                 | 1970                                | 1979           | أفريقيا          |
| مصر                                                  | الاتحاد الاشتراكي العربي                                                     | الاشتراكية العربية، القومية العربية، الناصرية | 1962                                | 1976           | أفريقيا          |
| إريتريا                                              | الجبهة الشعبية لتحرير إريتريا                                                | القومية اليسارية | 1991 (حكومة مؤقتة) 1993 (معترف بها) | 1994           | أفريقيا          |
| غانا                                                 | حزب المؤتمر الشعبي                                                           | النكارومية، القومية الأفريقية، الاشتراكية الأفريقية، الوحدة الأفريقية | 1964                                | 1966           | أفريقيا          |
| غينيا                                                | الحزب الديمقراطي الغيني-التجمع الديمقراطي الأفريقي                           | القومية الأفريقية، الاشتراكية الأفريقية، الوحدة الأفريقية | 1958                                | 1984           | أفريقيا          |
| غينيا بيساو                                          | الحزب الأفريقي لاستقلال غينيا والرأس الأخضر                                  | الشيوعية، الماركسية اللينينية | 1974                                | 1991           | أفريقيا          |
| إندونيسيا                                            | الحزب الوطني الإندونيسي                                                      | القومية، المرحانية | 17 أغسطس 1945                       | 3 نوفمبر 1945  | آسيا             |
| الجمهورية العراقية                                   | حزب الاتحاد الاشتراكي العربي                                                 | الاشتراكية العربية، القومية العربية، الناصرية | 1964                                | 1968           | آسيا             |
| العراق                                               | حزب البعث العربي الاشتراكي (الجبهة الوطنية التقدمية)                         | البعثية الصدامية | 1968                                | 2003           | آسيا             |
| ليبيا                                                | الاتحاد الاشتراكي العربي الليبي                                              | الاشتراكية العربية، القومية العربية، الناصرية، القومية | 1971                                | 1977           | أفريقيا          |
| جمهورية مدغشقر الديمقراطية                           | جمعية نهضة مدغشقر                                                            | القومية اليسارية، الاشتراكية العلمية | 1976                                | 1989           | أفريقيا          |
| مالي                                                 | الاتحاد السوداني للتجمع الديمقراطي الأفريقي                                  | القومية الأفريقية، الاشتراكية الأفريقية، الوحدة الأفريقية | 1960                                | 1968           | أفريقيا          |
| مالي                                                 | الاتحاد الديمقراطي للشعب المالي                                              | الاشتراكية، المركزية الديمقراطية | 1976                                | 1991           | أفريقيا          |
| موريتانيا                                            | حزب الشعب الموريتاني                                                         | السلطوية، القومية، المركزية، الاشتراكية الإسلامية | 1961                                | 1978           | أفريقيا          |
| ساو تومي وبرينسيب                                    | حركة تحرير ساو تومي وبرينسيبي/الحزب الاشتراكي الديمقراطي                     | الشيوعية، الماركسية اللينينية | 1975                                | 1990           | أفريقيا          |
| السنغال                                              | الحزب الاشتراكي السنغالي                                                     | القومية الأفريقية، الاشتراكية الأفريقية | 1966                                | 1974           | أفريقيا          |
| سيشل                                                 | الجبهة التقدمية لشعب سيشيل                                                   | الاشتراكية الديمقراطية، الديمقراطية الاجتماعية | 1977                                | 1991           | أفريقيا          |
| سيراليون                                             | مؤتمر عموم الشعب                                                             | القومية الأفريقية، الاشتراكية الديمقراطية | 1978                                | 1991           | أفريقيا          |
| جمهورية السودان الديمقراطية                          | الاتحاد الاشتراكي السوداني                                                   | القومية العربية، الاشتراكية العربية، معاداة الشيوعية، الاستبداد | 1971                                | 1985           | أفريقيا          |
| سوريا                                                | حزب البعث العربي الاشتراكي (الجبهة الوطنية التقدمية)                         | البعثية | 1963                                | 27 فبراير 2012 | آسيا             |
| تنزانيا                                              | حزب الثورة ‏                                                                  | الاشتراكية الأفريقية، Ujamaa | 1977                                | 1992           | أفريقيا          |
| تنجانيقا                                             | Tanganyika African National Union ‏                                           | القومية الأفريقية، الاشتراكية الأفريقية، Ujamaa | 1961                                | 1977           | أفريقيا          |
| أوغندا                                               | مؤتمر الشعب الأوغندي                                                         | الديمقراطية الاجتماعية، القومية الأفريقية، الوحدة الأفريقية | 1969                                | 1971           | أفريقيا          |
| الجمهورية العربية المتحدة                            | الاتحاد الوطني                                                               | القومية العربية، الاشتراكية العربية | 1958                                | 1961           | أفريقيا          |
| شينجيانغ                                             | الرابطة الشعبية المناهضة للإمبريالية                                         | ست سياسات عظيمة | 1935                                | 1942           | آسيا             |
| زامبيا                                               | حزب الاستقلال الوطني المتحد                                                  | القومية الأفريقية، الاشتراكية الأفريقية | 1972                                | 1990           | أفريقيا          |
| زنجبار                                               | حزب أفروشيرازي                                                               | القومية الأفريقية، الماركسية اللينينية | 1964                                | 1977           | أفريقيا          |
| جمهورية أفغانستان الديمقراطية                        | الحزب الديمقراطي الشعبي الأفغاني (الجبهة الوطنية الأفغانية)                  | الشيوعية (حتى 1990)، الماركسية اللينينية (حتى 1990)، القومية الأفغانية، معاداة الاستعمارية | 2 ديسمبر 1980                       | 27 يوليو 1990  | آسيا             |
| جمهورية ألبانيا الديمقراطية                          | حزب العمل الألباني (حركة التحرير الوطني)                                     | الشيوعية، الماركسية اللينينية، الخوخية، ضد التحريفية | 20 أكتوبر 1944                      | 5 أغسطس 1945   | أوروبا           |
| جمهورية ألبانيا الديمقراطية                          | حزب العمل الألباني (حركة التحرير الوطني)                                     | الشيوعية، الماركسية اللينينية، الخوخية، ضد التحريفية | 5 أغسطس 1945                        | 11 يناير 1946  | أوروبا           |
| جمهورية ألبانيا الشعبية الاشتراكية                   | حزب العمل الألباني (حركة التحرير الوطني)                                     | الشيوعية، الماركسية اللينينية، الخوخية، ضد التحريفية | 11 يناير 1946                       | 11 ديسمبر 1990 | أوروبا           |
| جمهورية أنغولا الشعبية                               | الحركة الشعبية لتحرير أنغولا                                                 | الشيوعية، القومية اليسارية، الماركسية الينينية | 11 نوفمبر 1975                      | 30 مايو 1991   | أفريقيا          |
| جمهورية أرمينيا الاشتراكية السوفيتية                 | الحزب الشيوعي الأرميني                                                       | الشيوعية، الماركسية اللينينية | 2 ديسمبر 1920                       | 30 ديمسبر 1922 | آسيا             |
| جمهورية أذربيجان الاشتراكية السوفيتية                | الحزب الشيوعي الأذربيجاني                                                    | الشيوعية، الماركسية اللينينية | 30 أبريل 1920                       | 30 ديمسبر 1922 | آسيا             |
| بنين                                                 | حزب الشعب الثوري البنيني                                                     | الشيوعية، الماركسية اللينينية | 30 نوفمبر 1975                      | 1 مارس 1990    | أفريقيا          |
| جمهورية بلغاريا الشعبية                              | الحزب الشيوعي البلغاري (جبهة الوطن البلغارية)                                | الشيوعية، الماركسية اللينينية | 15 سبتمبر 1946                      | 14 يناير 1990  | أوروبا           |
| جمهورية بيلاروس الاشتراكية السوفيتية                 | الحزب الشيوعي البيلاروسي                                                     | الشيوعية، الماركسية اللينينية | 31 يوليو 1920                       | 30 ديسمبر 1922 | أوروبا           |
| جمهورية الصين السوفيتية                              | الحزب الشيوعي الصيني                                                         | الماركسية اللينينية، الماوية، الشيوعية الصينية | 1930                                | 1937           | أوروبا           |
| جمهورية تشيكوسلوفاكيا الاشتراكية                     | الحزب الشيوعي التشيكوسلوفاكي (الجبهة الوطنية)                                | الماركسية اللينينية | 25 فبرابر 1948                      | 30 نوفمبر 1989 | أوروبا           |
| ألمانيا الشرقية                                      | حزب الوحدة الاشتراكية الألماني (الكتلة الديمقراطية)                          | الشيوعية، الماركسية اللينينية | 7 أكتوبر 1949                       | 30 مارس 1050   | أوروبا           |
| ألمانيا الشرقية                                      | حزب الوحدة الاشتراكية الألماني (الجبهة الوطنية)                              | الشيوعية، الماركسية اللينينية | 30 مارس 1950                        | 1 ديسمبر 1989  | أوروبا           |
| كومونة الشعب العامل في إستونيا ‏                      | الحزب الشيوعي السوفيتي (اللجنة المركزية للأقسام الإستونية)                   | الشيوعية، الماركسية اللينينية | 29 نوفمبر 1918                      | 5 يونيو 1919   | أوروبا           |
| جمهورية إستونيا الاشتراكية السوفيتية                 | الحزب الشيوعي الإستوني                                                       | الشيوعية، الماركسية اللينينية | 21 يوليو 1940                       | 9 أغسطس 1940   | أوروبا           |
| ديرغ                                                 | حزب العمال الإثيوبي                                                          | الشيوعية، الماركسية اللينينية | 12 سبتمبر 1984                      | 22 فبراير 1987 | أفريقيا          |
| جمهورية إثيوبيا الشعبية الديمقراطية                  | حزب العمال الإثيوبي                                                          | الشيوعية، الماركسية اللينينية | 22 فبراير 1987                      | 28 أبريل 1991  | أفريقيا          |
| الجمهورية الجورجية السوفيتية الاشتراكية              | الحزب الشيوعي الجورجي                                                        | الشيوعية، الماركسية اللينينية | 25 فبراير 1921                      | 30 ديسمبر 1922 | آسيا             |
| الحكومة الثورية الشعبية                              | حركة الجوهرة الجديدة ‏                                                        | الشيوعية، الماركسية اللينينية | 13 مارس 1979                        | 25 أكتوبر 1983 | أمريكا الوسطى    |
| الصين المتحكم بها الشيوعيين                          | الحزب الشيوعي الصيني                                                         | الماركسية اللينينية، الماوية، الشيوعية الصينية | 1927                                | 1927           | آسيا             |
| جمهورية المجر الشعبية                                | حزب الشعب العامل المجري                                                      | الشيوعية، الماركسية اللينينية، الستالينية | 20 أغسطس 1949                       | 30 أكتوبر 1956 | أوروبا           |
| جمهورية المجر الشعبية                                | حزب العمال الاشتراكي المجري                                                  | الشيوعية، الماركسية اللينينية | 4 نوفمبر 1956                       | 7 أكتوبر 1989  | أوروبا           |
| جنقانقشان                                            | الحزب الشيوعي الصيني                                                         | الماركسية اللينينية، الماوية، الشيوعية الصينية | 1927                                | 1928           | آسيا             |
| كمبوتشيا الديمقراطية                                 | الحزب الشيوعي لكمبوتشيا                                                      | الشيوعية، الماركسية اللينينية، الاكتفاء الذاتي، قومية خميرية، التعصب القومي | 17 أبريل 1975                       | 22 يونيو 1982  | آسيا             |
| جمهورية كمبوديا الشعبية                              | حزب الشعب الكمبودي                                                           | الاشتراكية، الماركسية اللينينية | 7 يناير 1979                        | 23 أكتوبر 1991 | آسيا             |
| جمهورية لاتفيا الاشتراكية السوفيتية                  | الحزب الشيوعي اللاتفي                                                        | الشيوعية، الماركسية اللينينية | 17 ديسمبر 1918                      | 13 يناير 1920  | أوروبا           |
| جمهورية لاتفيا الاشتراكية السوفيتية                  | الحزب الشيوعي اللاتفي                                                        | الشيوعية، الماركسية اللينينية | 21 يوليو 1940                       | 5 أغسطس 1940   | أوروبا           |
| الجمهورية الشعبية المنغولية                          | حزب الشعب المنغولي                                                           | الشيوعية، الماركسية اللينينية | 1921                                | 29 يوليو 1990  | آسيا             |
| جمهورية موزمبيق الشعبية                              | جبهة تحرير موزمبيق                                                           | الماركسية اللينينية | 25 يونيو 1975                       | 1 ديسمبر 1990  | أفريقيا          |
| فيتنام (جزئياً)                                       | الحزب الشيوعي الفييتنامي (فيت مين)                                           | الشيوعية، الماركسية اللينينية | 2 سبتمبر 1945                       | 1946           | آسيا             |
| شمال فيتنام                                          | الحزب الشيوعي الفييتنامي (جبهة الوطن الفيتنامية)                             | الشيوعية، الماركسية اللينينية | 1955                                | 2 يوليو 1976   | آسيا             |
| جمهورية ليتوانيا الاشتراكية السوفيتية                | الحزب الشيوعي الليتواني                                                      | الشيوعية، الماركسية اللينينية | 21 يوليو 1940                       | 3 أغسطس 1940   | أوروبا           |
| جمهورية ليتوانيا وروسيا البيضاء الاشتراكية السوفيتية | الحزب الشيوعي في ليتوانيا وبيلاروسيا                                         | الشيوعية، الماركسية اللينينية | 17 فبراير 1919                      | 17 يوليو 1919  | أوروبا           |
| جمهورية الكونغو الشعبية                              | حزب العمال الكونغولي                                                         | الشيوعية، الماركسية اللينينية | 31 يناير 1969                       | 1991           | أفريقيا          |
| الجمهورية الفارسية الاشتراكية السوفيتية              | الحزب الشيوعي الفارسي                                                        | الشيوعية، الماركسية اللينينية | 1920                                | 1921           | آسيا             |
| جمهورية بولندا الشعبية                               | حزب العمال البولندي الموحد (جبهة الوحدة الوطنية)                             | الماركسية اللينينية | 5 فبراير 1947                       | يوليو 1982     | أوروبا           |
| جمهورية بولندا الشعبية                               | حزب العمال البولندي الموحد (الحركة الوطنية للنهضة الوطنية)                   | الماركسية اللينينية | يوليو 1982                          | 24 أغسطس 1989  | أوروبا           |
| جمهورية رومانيا الاشتراكية                           | الحزب الشيوعي الروماني (الجبهة الديمقراطية الشعبية)                          | الشيوعية، الماركسية اللينينية | 5 فبراير 1948                       | 1968           | أوروبا           |
| جمهورية رومانيا الاشتراكية                           | الحزب الشيوعي الروماني (جبهة الوحدة الاشتراكية والديمقراطية)                 | الشيوعية، الماركسية اللينينية، الشيوعية الوطنية | 1968                                | 1980           | أوروبا           |
| جمهورية رومانيا الاشتراكية                           | الحزب الشيوعي الروماني (جبهة الوحدة الاشتراكية والديمقراطية)                 | الشيوعية، الماركسية اللينينية، الشيوعية الوطنية | 1980                                | 29 ديسمبر 1989 | أوروبا           |
| جمهورية روسيا الاتحادية الاشتراكية السوفيتية         | الحزب الشيوعي السوفيتي                                                       | الشيوعية، الماركسية اللينينية | 19 يناير 1918                       | 8 مارس 1918    | أوروبا/آسيا      |
| جمهورية روسيا الاتحادية الاشتراكية السوفيتية         | الحزب الشيوعي السوفيتي                                                       | الشيوعية، الماركسية اللينينية | 8 مارس 1918                         | 30 ديسمبر 1922 | أوروبا/آسيا      |
| جمهورية الصومال الديمقراطية                          | الحزب الاشتراكي الثوري الصومالي                                              | الاشتراكية الإسلامية، الماركسية اللينينية، الصومال الكبير، الاشتراكية العلمية، القومية الصومالية | يوليو 1976                          | 26 يناير 1991  | أفريقيا          |
| جمهورية اليمن الديمقراطية الشعبية                    | الحزب الاشتراكي اليمني                                                       | الشيوعية، الماركسية اللينينية | 31 أكتوبر 1978                      | 22 مايو 1990   | آسيا             |
| جنوب جيانغشي                                         | الحزب الشيوعي الصيني                                                         | الماركسية اللينينية، الماوية، الشيوعية الصينية | 1930                                | 1931           | آسيا             |
| الاتحاد السوفيتي                                     | الحزب الشيوعي السوفيتي                                                       | الشيوعية، الماركسية اللينينية | 20 ديسمبر 1922                      | 31 ديسمبر 1925 | أوروبا/آسيا      |
| الاتحاد السوفيتي                                     | الحزب الشيوعي لعموم الاتحاد                                                  | الشيوعية، الماركسية اللينينية | 31 ديسمبر 1925                      | 13 أكتوبر 1952 | أوروبا/آسيا      |
| الاتحاد السوفيتي                                     | الحزب الشيوعي السوفيتي                                                       | الشيوعية، الماركسية اللينينية | 13 أكتوبر 1952                      | 9 أكتوبر 1990  | أوروبا/آسيا      |
| جمهورية ما وراء القوقاز السوفيتية الاشتراكية         | الحزب الشيوعي الأرميني، الحزب الشيوعي الأذربيجاني، الحزب الشيوعي الجورجي     | الشيوعية، الماركسية اللينينية | 12 مارس 1922                        | 30 ديسمبر 1922 | آسيا             |
| جمهورية توفا الشعبية                                 | الحزب الثوري الشعبي التوفاني                                                 | الشيوعية، الماركسية اللينينية | 14 أغسطس 1921                       | 11 أكتوبر 1944 | آسيا             |
| جمهورية أوكرانيا الاشتراكية السوفيتية                | الحزب الشيوعي الأوكراني                                                      | الشيوعية، الماركسية اللينينية | 10 مارس 1919                        | 30 ديسمبر 1922 | أوروبا           |
| جمهورية اليمن الديمقراطية الشعبية                    | الحزب الاشتراكي اليمني                                                       | الشيوعية، الماركسية اللينينية | 21 مايو 1994                        | 7 يوليو 1994   | آسيا             |
| جمهورية يوغوسلافيا الاشتراكية الاتحادية              | رابطة شيوعيي يوغوسلافيا (التحالف الاشتراكي للشعب العامل في يوغوسلافيا)       | الماركسية اللينينية، التيتوية، يوغسلافيوية | 29 نوفمبر 1945                      | 22 يناير 1990  | أوروبا           |
| جمهورية هاواي                                        | حزب الإصلاح                                                                  | أمركة | 1894                                | 1898           | أمريكا الشمالية  |
| النظام العسكري البرازيلي                             | تحالف التجديد الوطني                                                         | العسكرة، المحافظة الاجتماعية، المحافظة الوطنية، القومية البرازيلية، معاداة الشيوعية | 1964                                | 1979           | أمريكا الجنوبية  |
| الغابون                                              | الحزب الديمقراطي الغابوني                                                    | المحافظة، السلطوية | 1968                                | 1990           | أفريقيا          |
| ساحل العاج                                           | الحزب الديمقراطي لساحل العاج – التجمع الديمقراطي الأفريقي                    | القومية الأفريقية، المحافظة، الشعبوية، فكر فيليكس أوفوي بوانيي، الوحدة الأفريقية | 1960                                | 1990           | أفريقيا          |
| مملكة إسبانيا                                        | الاتحاد الوطني الإسباني                                                      | القومية الإسبانية، الكاثوليكية السياسية، الملكية، المحافظة | 1924                                | 1930           | أوروبا           |
| مالاوي                                               | حزب المؤتمر الملاوي                                                          | أوبونتو، المحافظة، القومية الأفريقية، معاداة الاستعمارية | 1964                                | 1993           | أفريقيا          |
| إيران                                                | الحزب الجمهوري الإسلامي                                                      | ولاية الفقيه، معاداة الاستعمارية، القومية الإيرانية، الشيعية، معاداة الملكية، معاداة أمريكا، معاداة الشيوعية، معاداة السوفييتية، معاداة الصهيونية، الأصولية الإسلامية، رهاب المثلية، مشاعر مناهضة الغرب | 1981                                | 1987           | آسيا             |
| النيجر                                               | الحركة الوطنية لتنمية المجتمع                                                | محافظة | 1989                                | 1991           | أفريقيا          |
| مملكة ألبانيا                                        | الحزب الفاشي الألباني                                                        | القومية الألبانية، ألبانيا الكبرى، الفاشية، إيطالوفيليا، معاداة الصرب، معاداة اليونان | 2 يونيو 1939                        | 27 يوليو 1943  | أوروبا           |
| مملكة ألبانيا                                        | حارس ألبانيا الكبرى                                                          | القومية الألبانية، الفاشية | 27 يوليو 1943                       | 8 سبتمبر 1943  | أوروبا           |
| مملكة ألبانيا                                        | بالي كومبيتار                                                                | القومية الألبانية، ألبانيا الكبرى، معاداة الشيوعية، الجمهورية، الخيمة الكبيرة، الاشتراكية الزراعية | 14 سبتمبر 1943                      | 29 نوفمبر 1943 | أوروبا           |
| دولة النمسا الاتحادية                                | جبهة الوطن                                                                   | فاشية رجال الدين | 1 مايو 1934                         | 13 مارس 1938   | أوروبا           |
| بروندي                                               | الاتحاد من أجل التقدم الوطني                                                 | القومية البوروندية، الحفاظ مصالح التوتسي | 11يوليو 1974                        | 13 مارس 1938   | أفريقيا          |
| الكاميرون                                            | الاتحاد الوطني الكاميروني                                                    | خيمة كبيرة | 1 سبتمبر 1966                       | 24 مارس 1985   | أفريقيا          |
| جمهورية أفريقيا الوسطى                               | الاتحاد الديمقراطي لوسط أفريقيا                                              | القومية الأفريقية، جمهوريانية | 1 مارس 1980                         | 2 سبتمير 1981  | أفريقيا          |
| جمهورية أفريقيا الوسطى                               | التجمع الديمقراطي لوسط افريقيا                                               | القومية الأفريقية، جمهوريانية، الاشتراكية الديمقراطية، ديمقراطية اجتماعية | 6 فبراير 1987                       | 22 أبريل 1991  | أفريقيا          |
| تشاد                                                 | الحزب التقدمي التشادي                                                        | القومية الأفريقية، الوحدة الأفريقية، معاداة الإستعمارية، الاشتراكية الأفريقية، الفيدرالية | 16 أبريل 1962                       | 13 أبريل 1975  | أفريقيا          |
| تشاد                                                 | الاتحاد الوطني للاستقلال والثورة                                             | القومية، السلطوية | 1984                                | 1990           | أفريقيا          |
| جزر القمر                                            | اتحاد جزر القمر من أجل التقدم                                                | قومية | 1982                                | 1990           | أفريقيا          |
| دولة كرواتيا المستقلة                                | أوستاشا                                                                      | كرواتيا الكبرى، الكرواتية التعصب القومي، المحافظة الوطنية، المحافظة الاجتماعية، فاشية رجل الدين، نقابوية فاشية، الكاثوليكية السياسية، معاداة الشيوعية                                                   | 10 أبريل 1941                       | 8 مايو 1945    | أوروبا           |
| جمهورية داهومي                                       | حزب الوحدة داهوميان                                                          | القومية الأفريقية، جمهوريانية | 1961                                | 1963           | أفريقيا          |
| جمهورية داهومي                                       | حزب داهوميان الديمقراطي                                                      | القومية الأفريقية | 1963                                | 1965           | أفريقيا          |
| جمهورية الدومينيكان                                  | حزب الدومينيكان                                                              | فكر رافائيل تروخيو، المحافظة القومية، الشعبوية اليمينية، السلطوية | 1931                                | 1961           | أمريكا الوسطى    |
| مصر                                                  | الحزب الوطني الديمقراطي                                                      | القومية المصرية، المركزية، السلطوية، خيمة كبيرة | 1956                                | 1958           | أفريقيا          |
| مصر                                                  | الحزب الوطني الديمقراطي                                                      | القومية المصرية، المركزية، السلطوية، خيمة كبيرة | 1961                                | 1962           | أفريقيا          |
| السلفادور                                            | National Pro Patria Party ‏                                                   | الفاشية، مناهضة الشيوعية، المحافظة، حكم الأقلية، الزراعية | 1931                                | 1944           | أمريكا الوسطى    |
| إمبراطورية اليابان                                   | Imperial Rule Assistance Association ‏                                        | Kokkashugi ‏ | 1940                                | 1945           | آسيا             |
| غينيا الاستوائية                                     | الحزب الديمقراطي لغينيا الاستوائية                                           | القومية الأفريقية، الاستبداد، العسكرة | 1987                                | 1991           | أفريقيا          |
| إستونيا                                              | الرابطة الوطنية (National Front for the Implementation of the Constitution ‏) | القومية الإستونية، الاستبداد، شخصانية | 9 مارس 1935                         | 21 يوليو 1940  | أوروبا           |
| ألمانيا النازية                                      | الحزب النازي                                                                 | النازية | 14 يوليو 1933                       | 23 مايو 1945   | أوروبا           |
| محمية بوهيميا ومورافيا                               | الشراكة الوطنية                                                              | النازية | 21 مارس 1939                        | 9 مايو 1945    | أوروبا           |
| غواتيمالا                                            | الحزب الليبرالي التقدمي                                                      | | 1931                                | 1944           | أمريكا الوسطى    |
| هايتي                                                | حزب الوحدة الوطنية                                                           | القومية السوداء، القومية الهايتية، الشعبوية اليمينية، الشمولية، معاداة الشيوعية، معاداة أمريكا | 1957                                | 1985           | أمريكا الوسطى    |
| حكومة الوحدة الوطنية                                 | حزب الصليب السهم                                                             | | 16 أكتوبر 1944                      | 7 مايو 1945    | أوروبا           |
| الدولة البهلوية                                      | حزب راستاخيز                                                                 | ملكيانية، الفاشية، الشعبوية، العلمانية، المركزية الديمقراطية، الموقف الثالث | 1975                                | 1978           | آسيا             |
| المملكة الإيطالية - ليبيا الإيطالية                  | الحزب الوطني الفاشي - الرابطة الإسلامية للكتور                               | الفاشية | 17 مايو 1928 - 9 يناير 1939         | 27 يوليو 1943  | أوروبا - أفريقيا |
| الجمهورية الإيطالية الاشتراكية                       | الحزب الجمهوري الفاشي                                                        | الفاشية | 13 سبتمبر 1943                      | 28 أبريل 1945  | أوروبا           |
| كينيا                                                | الاتحاد الوطني الأفريقي الكيني                                               | القومية الكينية، المحافظة | 1982                                | 1991           | أفريقيا          |
| ليتوانيا                                             | الاتحاد القومي الليتواني                                                     | السلطوية، القومية الليتوانية، المحافظة الوطنية، المحافظة الاجتماعية، نقابوية فاشية، شعبوية يمينية، معاداة الشيوعية، معاداة السامية                                                                      | 1927                                | 1940           | أوروبا           |
| مانشوكو                                              | جمعية كونكورديا                                                              | الفاشية، المليكانية، القومية المنشورية، القومية الآسيوية، معاداة الشيوعية، الشخصانية | 1 أبريل 1932                        | 1 مايو 1945    | آسيا             |
| مفوضية هولندا                                        | الحركة الاشتراكية القومية في هولندا                                          | النازية | 14 ديسمبر 1941                      | 6 مايو 1945    | أوروبا           |
| النيجر                                               | الحزب التقدمي النيجيري - التجمع الديمقراطي الأفريقي                          | القومية الأفريقية، الوحدة الأفريقية | 1960                                | 1974           | أفريقيا          |
| اليمن الشمالي                                        | حزب المؤتمر الشعبي العام                                                     | القومية اليمنية، القومية العربية، الوحدة العربية، الخيمة الكبيرة | 1982                                | 1988           | Asia             |
| نظام كفيشلينغ                                        | التجمع الوطني                                                                | الفاشية، النازية، الكوربوراتية الفاشية، معاداة الشيوعية، التواطؤ مع قوى المحور | 1 فبراير 1942                       | 9 مايو 1945    | أوروبا           |
| باراغواي                                             | حزب كولورادو                                                                 | محافظة، محافظة وطنية | 1947                                | 1962           | أمريكا الجنوبية  |
| اللجنة التنفيذية الفلبينية                           | KALIBAPI ‏                                                                    | القومية الفلبينية، المحافظة الوطنية، الفاشية، الموالية لليابان | 8 ديسمبر 1942                       | 14 أكتوبر 1943 | آسيا             |
| الجمهورية الفلبينية الثانية                          | KALIBAPI ‏                                                                    | القومية الفلبينية، المحافظة الوطنية، الفاشية، الموالية لليابان | 14 أكتوبر 1943                      | 17 أغسطس 1945  | آسيا             |
| البرتغال                                             | الاتحاد الوطني                                                               | فكر أنطونيو سالازار، نقابوية | 30 يوليو 1930                       | 8 أكتوبر 1945  | أوروبا           |
| البرتغال                                             | الاتحاد الوطني                                                               | فكر أنطونيو سالازار، نقابوية | 31 يناير 1948                       | سبتمبر 1969    | أوروبا           |
| البرتغال                                             | العمل الوطني الشعبي (الاتحاد الوطني سابقا)                                   | فكر أنطونيو سالازار، نقابوية | 1970                                | 25 أبريل 1974  | أوروبا           |
| مملكة رومانيا                                        | جبهة النهضة الوطنية                                                          | خيمة كبيرة، القومية الرومانية | 16 ديسمبر 1938                      | 6 سبتمبر 1940  | أوروبا           |
| دولة الفيلق الوطني                                   | الحرس الحديدي                                                                | الفاشية الدينية | 6 سبتمبر 1940                       | 23 يناير 1941  | أوروبا           |
| رواندا                                               | بارميهوتو                                                                    | سلطة الهوتو | 1965                                | 1973           | أفريقيا          |
| رواندا                                               | الحركة الوطنية الجمهورية من أجل الديمقراطية والتنمية                         | سلسلة الهوتو، عصبية قومية، الشمولية، المحافظة الاجتماعية، معادة الشيوعية | 1978                                | 1991           | أفريقيا          |
| سان مارينون                                          | حزب سامارينيني الفاشي                                                        | الفاشية الإيطالية، نقابوية | 1926                                | 1943           | أوروبا           |
| سان مارينو                                           | الحزب الجمهوري الفاشي في سان مارينو                                          | الفاشية الإيطالية | 1943                                | 1944           | أوروبا           |
| جمهورية سلوفاكيا                                     | حزب الشعب السلوفاكي                                                          | فاشية دينية | 14 مارس 1939                        | 8 مايو 1945    | أوروبا           |
| إسبانيا الفرانكوية                                   | الكتائب الإسبانية التقليدية والجمعيات الدفاعية النقابية                      | الكتائب، | 19 أبرل 1937                        | 6 يوليو 1976   | أوروبا           |
| السودان                                              | حزب المؤتمر الوطني                                                           | الإسلاموية، القومية العربية، السلفية، المحافظة الاجتماعية، السلطوية | 1989                                | 2005           | أفريقيا          |
| توغو                                                 | حزب الوحدة التوغولية                                                         | القومية الأفريقية | 1962                                | 1963           | أفريقيا          |
| توغو                                                 | تجمع شعب توغو                                                                | القومية الأفريقية، السلطوية، الشعبوية اليمينية | 1969                                | 1991           | أفريقيا          |
| جمهورية فولتا العليا                                 | التجمع الديمقراطي الأفريقي                                                   | القومية الأفريقية، الوحدة الأفريقية | 1960                                | 1966           | أفريقيا          |
| مملكة يوغوسلافيا                                     | الحزب الوطني اليوغوسلافي                                                     | الملكية، القومية اليوغوسلافية، الزراعية، المركزية، معاداة الليبرالية | 1929                                | 1931           | أوروبا           |
| زائير                                                | الحركة الشعبية للثورة                                                        | Mobutism ‏ | 1970                                | 1990           | أفريقيا          |